# The Young Thugs
|  | Denne artikel er oprettet af botten PalnaBot ud fra en ekstern database. Den kan derfor have sproglige fejl eller mangler. Denne skabelon kan fjernes efter kontrol af indholdet. |

The Young Thugs er en kortfilm instrueret af Muhamed Vejzovic efter manuskript af Muhamed Vejzovic.